# Perochirus ateles
Espèce
Synonymes
- Hemidactylus ateles Duméril, 1856
- Hemidactylus ateles var. articulatus Fischer, 1882
- Hemidactylus ateles var. depressus Fischer, 1882
- Perochirus klugei Wermuth, 1965

Statut de conservation UICN

 VU  : Vulnérable
Perochirus ateles est une espèce de geckos de la famille des Gekkonidae.

## Répartition
Cette espèce se rencontre à Guam, aux îles Mariannes du Nord, dans les États fédérés de Micronésie, à Minamitori et dans l'archipel d'Ogasawara.

## Description
C'est un gecko insectivore, nocturne et arboricole.

## Noms vernaculaires
Son nom vernaculaire est achiak en chamorro et lipeipaay en carolinien.

## Publication originale
- Duméril, 1856 : Description des reptiles nouveaux ou imparfaitement connus de la collection du Muséum d'Histoire Naturelle, et remarques sur la classification et les charactéres des reptiles. Archives du Muséum d'Histoire Naturelle, Paris, vol. 8, p. 438-588 (texte intégral).